# 文奇察
文奇察（波蘭語：Łęczyca，波蘭語發音：[wɛnˈt͡ʂɨt͡sa]）是波蘭的城鎮，位於該國中部，距離首府羅茲40公里，由羅茲省負責管轄，面積8.9平方公里，2006年人口15,423。第二次世界大戰期間，納粹德國在1939年至1945年期間佔領該鎮。

## 外部連結
- Królewskie Miasto Łęczyca, official site （页面存档备份，存于） (mainly in Polish)

52°03′N 19°12′E / 52.050°N 19.200°E